# 大阪市道九条梅田線
大阪市道九条梅田線（おおさかしどうくじょううめだせん）は、大阪府大阪市福島区から北区に至る全長約4.2kmの主要地方道である。全線にわたって具体的な愛称はない。
現在、梅田北ヤードの再開発に伴い拡張整備中のため、付近一帯は仮迂回路で通行が可能である。
- 起点： 野田6交差点 （大阪市道福島桜島線交点）
- 終点： 芝田交差点 （国道176号交点）

## 接続道路
| 接続する道路 （西）北← 九条梅田線 →南（東） | 接続する道路 （西）北← 九条梅田線 →南（東） | 交差点・ランプ | 交差点・ランプ | 交差点・ランプ |
| ------------------------------------------- | ------------------------------------------- | -------------- | -------------- | -------------- |
| 市道福島桜島線                              | 市道福島桜島線                              | 野田6          | 大阪市         | 福島区         |
| 市道福島桜島線 ＜北港通＞                   | 市道福島桜島線 ＜北港通＞                   | 吉野           | 大阪市         | 福島区         |
| 阪神高速道路3号神戸線                       |                                             | 海老江出入口   | 大阪市         | 福島区         |
| 国道2号                                     | 国道2号                                     | 中海老江       | 大阪市         | 福島区         |
| 阪神高速道路11号池田線                      |                                             | 福島出入口     | 大阪市         | 福島区         |
| ＜あみだ池筋＞                              | ＜あみだ池筋＞                              | 福島7北        | 大阪市         | 福島区         |
| 府道41号大阪伊丹線 ＜なにわ筋＞             | 府道41号大阪伊丹線 ＜なにわ筋＞             | 福島6          | 大阪市         | 福島区         |
|                                             | 阪神高速11号池田線                          | 梅田出入口     | 大阪市         | 北区           |
| 国道176号                                   | 国道176号                                   | 芝田           | 大阪市         | 北区           |

## 沿線情報
- 大阪府立西野田工科高等学校
- 金蘭会中学校・高等学校
- ザ・シンフォニーホール
- 大阪駅北地区（梅田北ヤード）
  - 大阪駅・梅田駅
  - ヨドバシ梅田
  - 新阪急ホテル